# Stanisław Goldstein
Stanisław Jerzy Goldstein (ur. 12 sierpnia 1951 roku w Łodzi) – polski matematyk, profesor zwyczajny Uniwersytetu Łódzkiego.

## Informacje
Absolwent XXI Liceum Ogólnokształcącego im. Bolesława Prusa w Łodzi.
Kierownik Katedry Informatyki Stosowanej Wydziału Matematyki i Informatyki Uniwersytetu Łódzkiego. Jego zainteresowania naukowe skupiają się na analizie funkcjonalnej i informatyce.
Niegdyś uczeń i doktorant Ryszarda Jajtego.
Jest aktywnym działaczem społecznym, pełni funkcję prezesa łódzkiego stowarzyszenia Instytut Tolerancji.

## Odznaczenia
9 listopada 2018 otrzymał Odznakę „Za Zasługi dla Miasta Łodzi” (nadaną uchwałą nr LXXVI/2069/18 Rady Miejskiej w Łodzi z dnia 10 października 2018).